# Củ Xích
Chòm sao Củ Xích 矩尺, (tiếng La Tinh: Norma) là một trong 88 chòm sao hiện đại, mang hình ảnh cái thước.
Chòm sao nhỏ này có diện tích 165 độ vuông, nằm trên thiên cầu nam, chiếm vị trí thứ 74 trong danh sách các chòm sao theo diện tích.
Chòm sao Củ Xích nằm kề các chòm sao Thiên Hạt, Sài Lang, Viên Quy, Nam Tam Giác, Thiên Đàn.

## Thiên thể
Các thiên thể đáng quan tâm
- Tinh vân hành tinh Sp1 Nor
- Sao đôi ε Nor
- Cụm sao mở NGC 6067
- Cụm sao mở NGC 6087